# Tenuipalpus mopaneae
Tenuipalpus mopaneae är en spindeldjursart som beskrevs av Meyer 1979. Tenuipalpus mopaneae ingår i släktet Tenuipalpus och familjen Tenuipalpidae. Inga underarter finns listade i Catalogue of Life.